# Sun Jing
Sūn Jìng (chinesisch 孫靜 / 孙静) war ein Minister der Wu-Dynastie zur Zeit der Drei Reiche im alten China.
Er war Sun Jians jüngster Bruder und folgte diesem zuerst in der Kampagne gegen die Gelben Turbane, danach gegen Dong Zhuo. Nach Sun Jians Tod folgte er dessen Sohn Sun Ce. Er half ihm bei der Eroberung des Wu-Territoriums und diente bei der Schlacht gegen Wang Lang als Ratgeber. Nachdem Sun Ce den Süden Chinas unterworfen hatte, stationierte er Sun Jing in Huiji.

## Nachkommen
- Sun Gao
- Sun Yu (General unter Zhou Yu)
- Sun Jiao (Hauptmann unter Lü Meng)
- Sun Huan
- Sun Qian